# José Luis Martín Abril
José Luis Martín Abril (Valladolid, 10 de febrer de 1918) és un escriptor espanyol, germà del també escriptor Francisco Javier Martín Abril. Ha estat Premi Nacional de narrativa.

## Biografia
Es va llicenciar en Dret per la Universitat de Valladolid, amb Premi Extraordinari de Fi de Carrera, i es va diplomar en psicologia social per la Universitat d'Alcalá de Henares. Professionalment, va ser Cap Superior d'Administració Civil i professor a la Universitat d'Alcalá. Col·laborà de forma continuada amb RTVE. Ha estat també un prolífic conferenciant.

## Premis
- Premi Ciutat de Valladolid
- Premi Nacional de la Direcció general de Premsa
- Premi Nacional de Literatura (1973), per El viento se acuesta al atardecer

## Obres
- El espíritu del camino (1958)
- A lo largo del sendero (1965), llibre de viatges
- La grandeza de vivir
- El banco sin respaldo (1966), relats
- Las nubes bajas (1968)
- El viento se acuesta al atardecer (1973)
- La herida (1976), relats